# Saint-Martin-de-Fraigneau
 Saint-Martin-de-Fraigneau  es una población y comuna francesa, en la región de Países del Loira, departamento de Vendée, en el distrito de Fontenay-le-Comte y cantón de Saint-Hilaire-des-Loges.

## Demografía
| 493 | 463 | 489 | 528 | 697 | 787 |
| Para los censos de 1962 a 1999 la población legal corresponde a la población sin duplicidades (Fuente: INSEE [Consultar]) |     |     |     |     |     |